# Distrito de Kusu
Kusu (玖珠郡, Kusu-gun) é um distrito localizado na Oita (prefeitura), Japão.

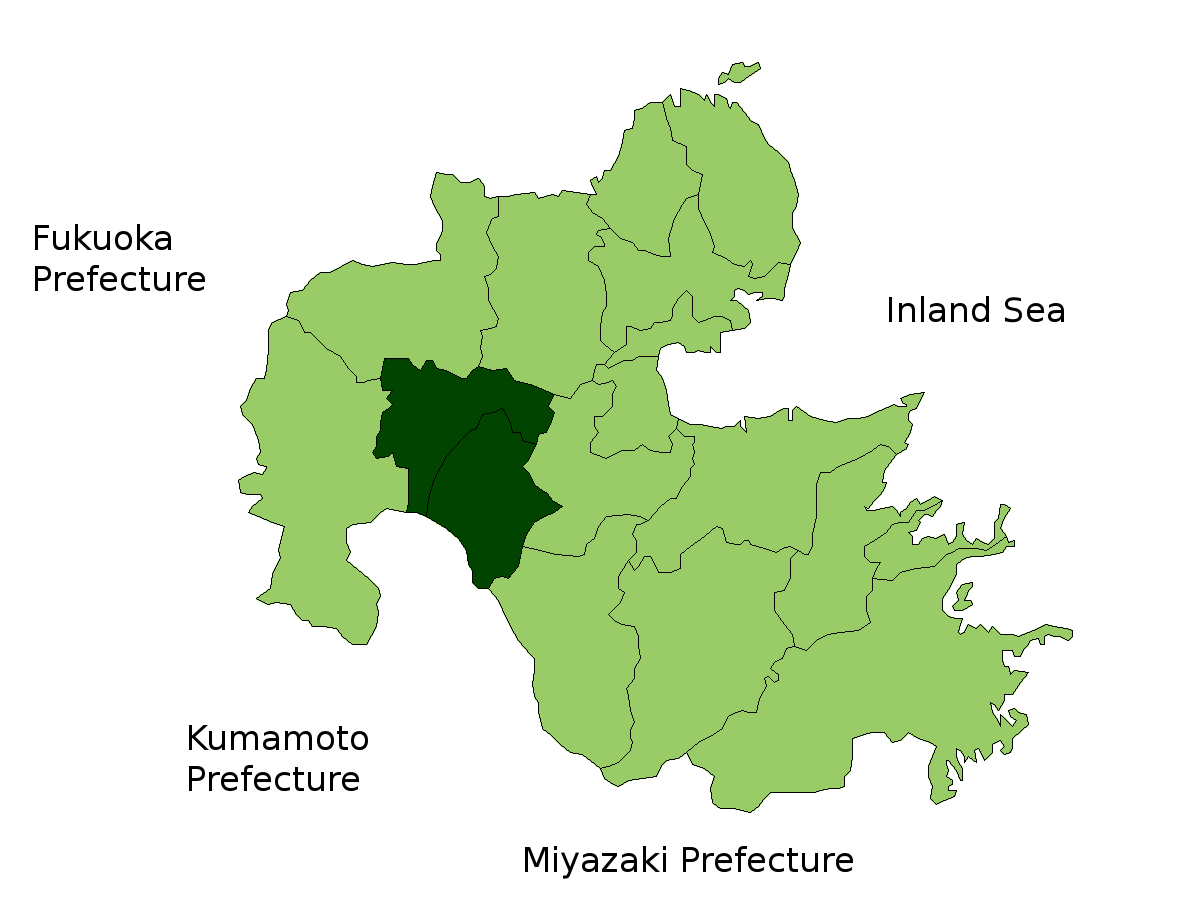
Distrito de Kusu na prefeitura de Oita

Em 2003, o distrito tinha uma população estimada de 29.807 e a densidade de 53,43 pessoas por km². A área total é de 557.85 km².

## Vilas e aldeias
- Kokonoe
- Kusu